# Reserva Nacional de Salinas y Aguada Blanca

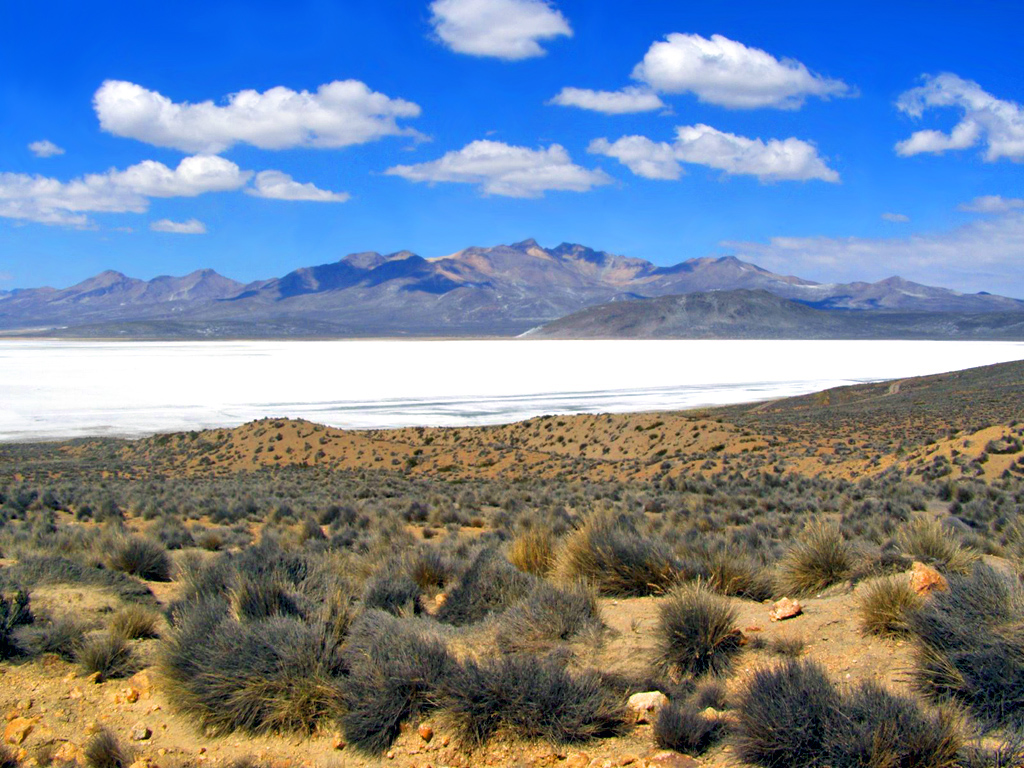
Laguna Salinas

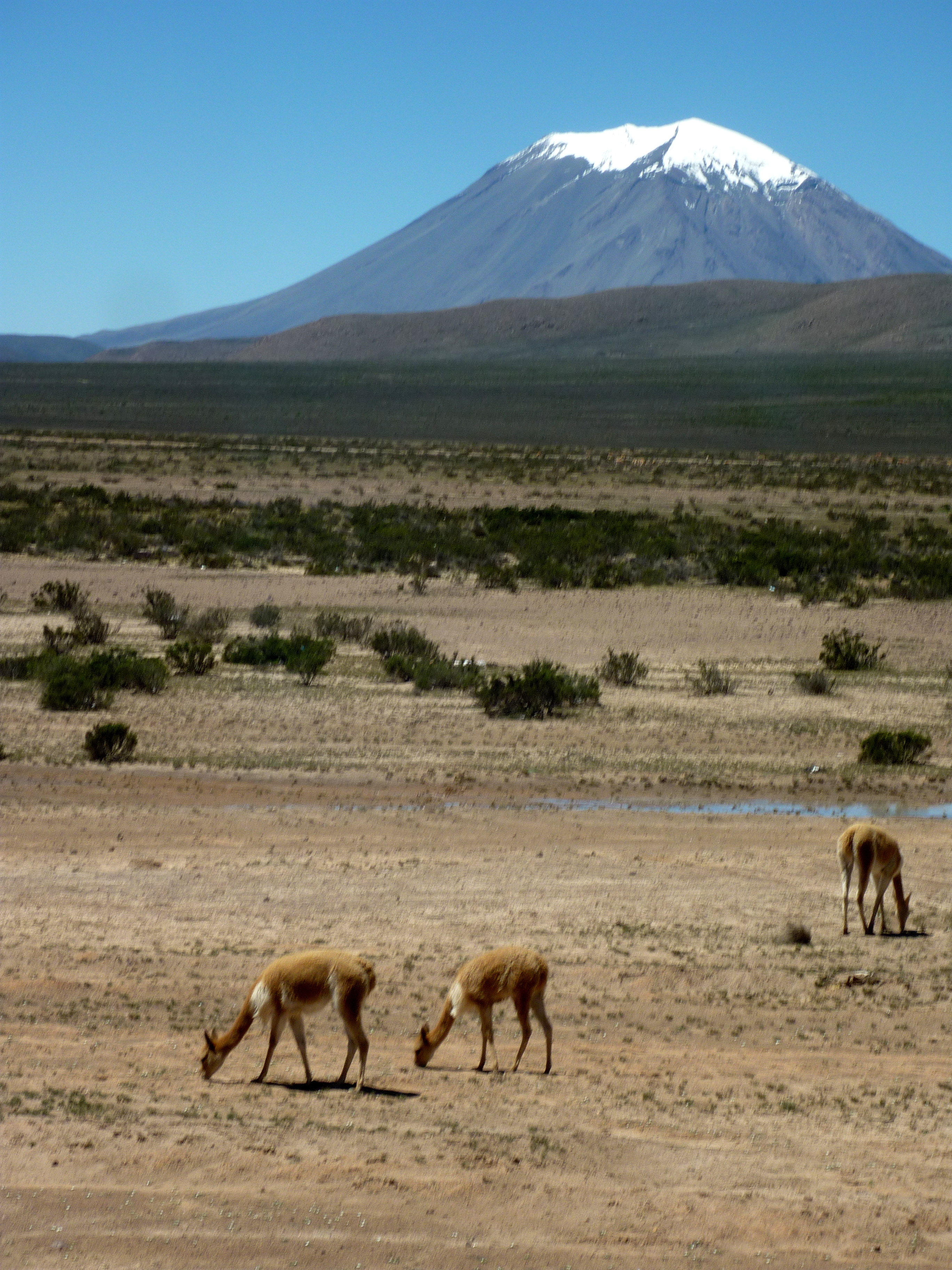
Vikunjas; im Hintergrund der Vulkan Misti von Nordosten

Die Reserva Nacional de Salinas y Aguada Blanca ist ein nationales Schutzgebiet in Südwest-Peru in den Regionen Arequipa und Muquegua. Es wurde am 9. August 1979 eingerichtet. Verwaltet wird es von der staatlichen Naturschutz-Agentur Servicio Nacional de Areas Naturales Protegidas por el Estado (SERNANP). Das Areal besitzt eine Fläche von 3669,36 km². Es wird in der IUCN-Kategorie VI als ein Schutzgebiet geführt, dessen Management der nachhaltigen Nutzung natürlicher Ökosysteme und Lebensräume dient. Es dient insbesondere der Erhaltung einer wild lebenden Vikunja-Population in einer ariden Hochebene sowie dem Lebensraum verschiedener Flamingoarten und des Nordandenhirsches und damit einem Ökosystem bedrohter Pflanzen- und Tierarten.

## Lage
Das Schutzgebiet liegt in der Cordillera Volcánica in den Provinzen Arequipa, Caylloma und General Sánchez Cerro. Das Gebiet reicht bis zu 15 km an die Regionshauptstadt Arequipa heran. Im Südwesten erheben sich die Vulkane Chachani, Misti und Picchu Picchu, im Norden der Huarancante. Im Süden befindet sich der Salzsee Laguna Salinas. Im Südosten reicht das Schutzgebiet bis an den Fuß des Vulkans Ubinas. Der Río Chili entwässert den zentralen Teil des Gebietes nach Südwesten.

## Ökologie
Im Schutzgebiet wurden 37 Säugetierarten, und 158 Vogelarten gezählt. Neben dem Vikunja (Vicugna vicugna) kommen in dem Gebiet auch das Lama (Lama glama), das Alpaka (Vicugna pacos) und das Guanako (Lama guanicoe) vor. Weitere Säugetiere sind der Nordandenhirsch (Hippocamelus antisensis), die Peruanische Hasenmaus (Lagidium peruanum), der Puma (Puma concolor), die Bergkatze (Leopardus jacobita), der Colocolo (Leopardus colocolo) und der Andenschakal (Lycalopex culpaeus). Zur Vogelwelt des Schutzgebietes gehören der Andenflamingo (Phoenicoparrus andinus), der Chileflamingo (Phoenicopterus chilensis), der James-Flamingo (Phoenicoparrus jamesi), die Andengans (Chloephaga melanoptera) und die Anden-Schopfente (Lophonetta specularioides alticola).

## Bilder von im Schutzgebiet vorkommenden Tieren

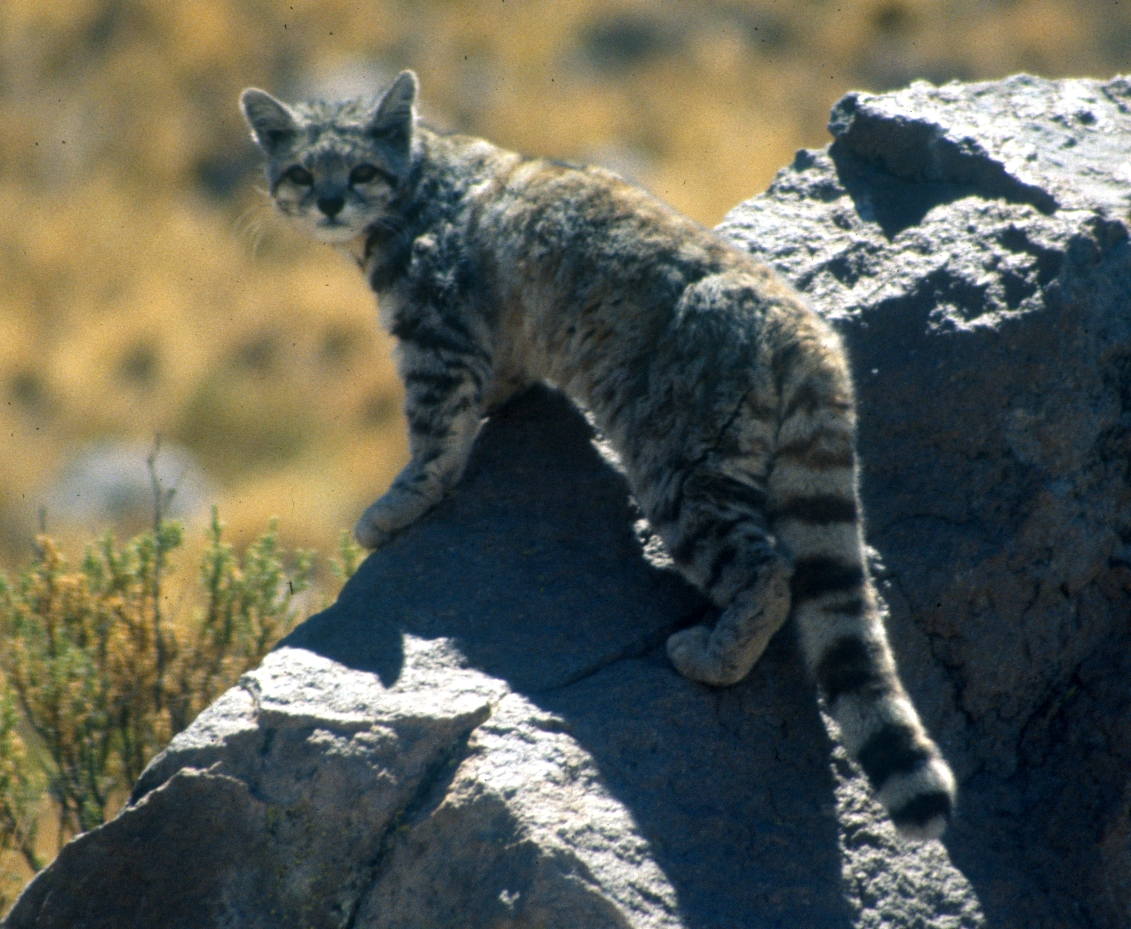
Bergkatze
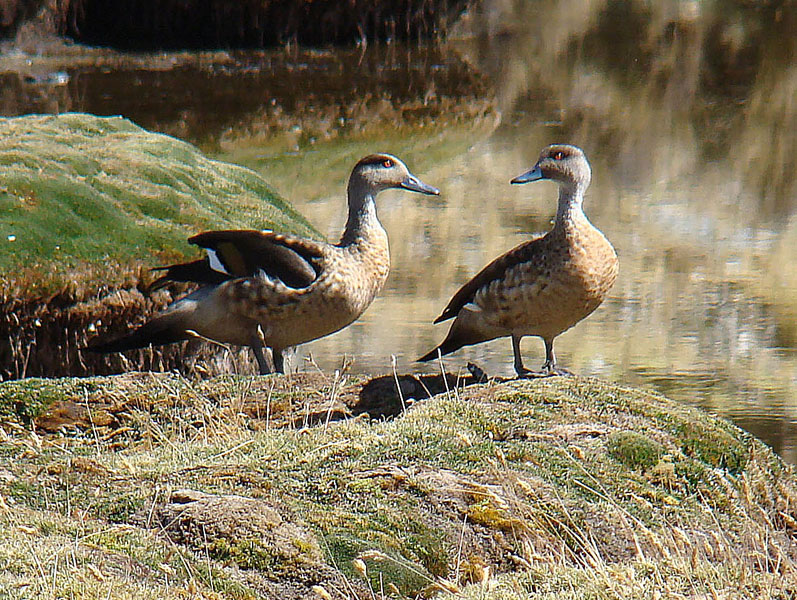
Anden-Schopfente
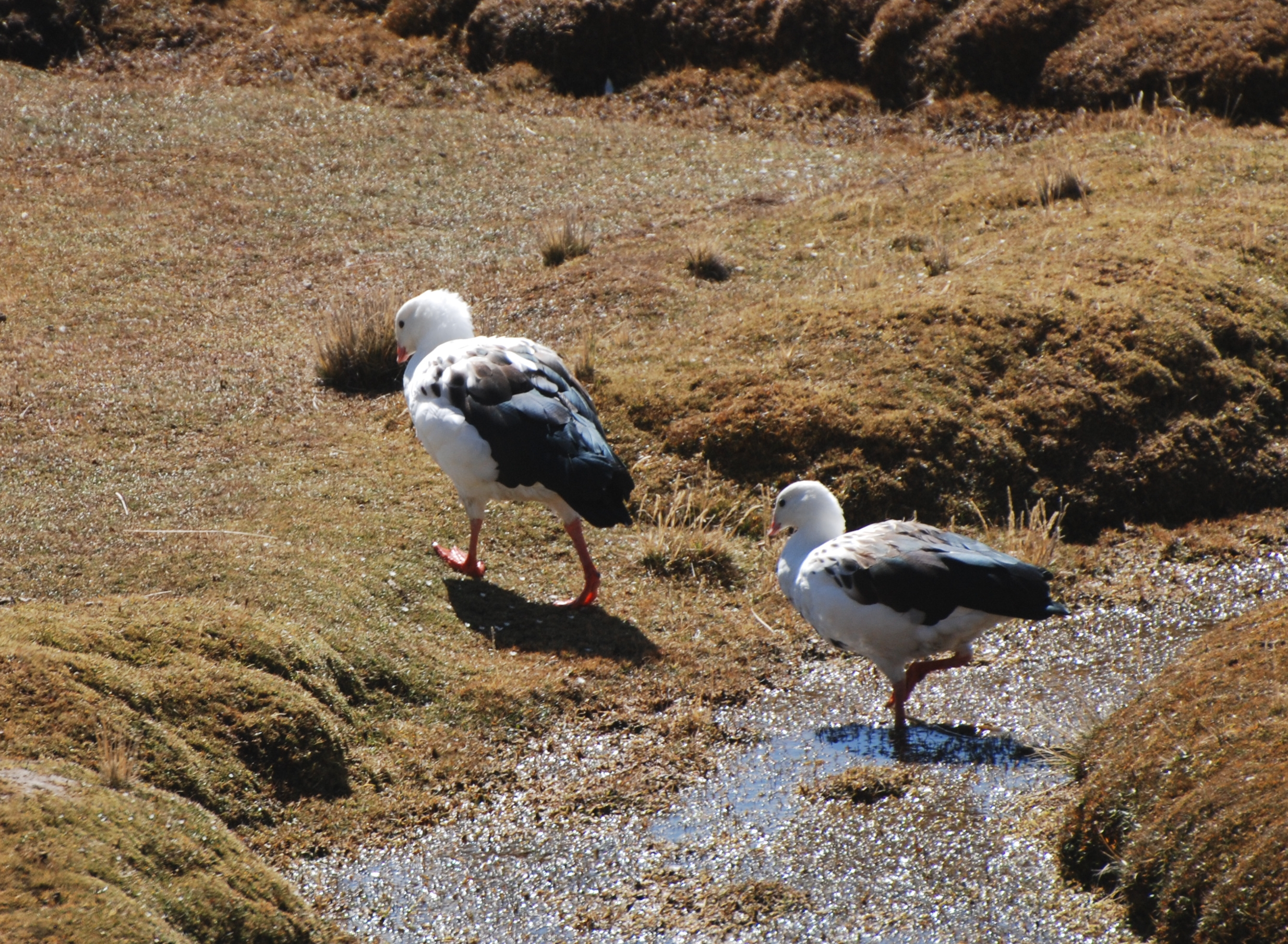
Andengans